# قصر تادولة
قصر تادولة هو قصرٌ (قريةٌ محصنة) في المغرب، يقعُ في منطقة أمرزڭان. بني هذا القصر بتقنية التربة المدكوكة، حيثُ استعمل فيه الطين.